# Force, Marche
Force är en ort och kommun i provinsen Ascoli Piceno i regionen Marche i Italien. Kommunen hade 1 249 invånare (2018).